# Litoporus saul
Litoporus saul là một loài nhện trong họ Pholcidae. Loài này được phát hiện ở Frans-Guyana.